# George Sigismund von Unruh
George Sigismund von Unruh (geb. 29. Dezember 1733 in Piskorsine, Fürstentum Wohlau; gest. 18. Oktober 1794 in Lehsewitz, Kreis Wohlau) war ein preußischer Marschkommissar  und Landrat.

## Herkunft

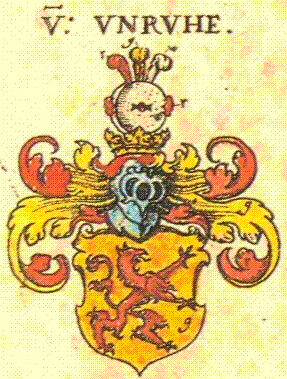
Wappen der schlesischen Unruh

George Sigismund von Unruh war Angehöriger des schlesischen Adelsgeschlechts Unruh. Er war ein Sohn von Hans Sigismund von Unruh (1701–1758), Erbherr auf den Gütern Groß Schwein, Norigave, Piskorsine und Linden und dessen Ehefrau Margaretha Elisabeth († 1779), geb. von Pogrell.

## Leben
George Sigismund von Unruh immatrikulierte sich am 14. Oktober 1754 an der Universität Halle für ein Studium der Rechte. 1759 wurde er Marschkommissar und 1764 übernahm er das Amt als Landrat des Kreises Steinau-Raudten in der Nachfolge von Hanns Caspar von Stosch. Das Amt als Landrat übte er bis zu seinem Tod im Jahr 1794 aus, Nachfolger wurde Johann Rudolph von Skrbensky.

## Persönliches
Nach dem Tod seines Vaters George Sigismund von Unruh im Jahr 1758 übernahm er die Güter Groß Schwein und Linden, er selbst saß seit 1766 auf Lehsewitz. Von seinem Bruder Hans Heinrich von Unruh (1739–1782), der zwischen 1775 und 1780 Landrat des Kreises Wohlau war, erbte er nach dessen Tod die Güter Piskorsine, Norigawe und Georgendorf.

## Familie
George Sigismund von Unruh war mit Johanne Amalia (* 1739), geb. Freiin von Hohberg, verheiratet, mit der sie insgesamt acht Söhne und neun Töchter hatte. Unter den Söhnen befanden sich u. a. George Heinrich von Unruh (1771–1849) Kriegs- und Domänenrat, Carl Sigismund Otto († 1819), königlicher Kammerherr und Christoph Friedrich Ludwig (1764–1799), Referendar bei der Kriegs- und Domänenkammer zu Glogau. Die neun Töchter waren u. a. Friederike (1767–1826), verehelichte Gräfin von Posadowsky, Ulrike, verheiratete von Schweinitz, sowie Charlotte und Jeanette von Unruh.